# Чеканское (сельское поселение)
Чеканское — упразднённое муниципальное образование со статусом сельского поселения в составе Увинского района Удмуртии.
Административный центр — село Чекан.
Образовано в 2005 году в результате реформы местного самоуправления.
Законом Удмуртской Республики от 17.05.2021 № 48-РЗ к 30 мая 2021 года упразднено в связи с преобразованием муниципального района в муниципальный округ.

## Географические данные
Находится на востоке района, граничит:
- на северо-западе с Удугучинским сельским поселением
- на западе и юге с Мушковайским сельским поселением
- на севере и западе с Якшур-Бодьинским районом

По территории поселения протекают реки Ува и Нылга.

## Население
| 2010 | 2012 | 2013 | 2014 | 2015 | 2016 | 2017 |
| ---- | ---- | ---- | ---- | ---- | ---- | ---- |
| 550  | ↘541 | ↘539 | ↘521 | ↘509 | ↘492 | ↘480 |
| 2018 | 2019 | 2020 |      |      |      |      |
| ↘474 | ↘465 | ↘438 |      |      |      |      |

## Населенные пункты
| Название           | Тип населённого пункта       | Население 2007 год | Почтовый индекс | ОКАТО       |
| ------------------ | ---------------------------- | ------------------ | --------------- | ----------- |
| Чекан              | Село, административный центр | 559                | 427233          | 94244880001 |
| Архипов Пруд       | Деревня                      | 19                 | 427233          | 94244880009 |
| Большой Ошмесвай   | Деревня                      | 13                 | 427233          | 94244880002 |
| Зиновей            | Деревня                      | 1                  | 427233          | 94244880003 |
| Тюлькино-Пушкари   | Деревня                      | 94                 | 427222          | 94244880005 |
| Удмуртский Тыловай | Деревня                      | 1                  | 427233          | 94244880008 |
| Эрестем            | Деревня                      | 2                  | 427233          | 94244880006 |

## Экономика
- СПК «Искра»
- ООО «Исток».

## Объекты социальной сферы
- МОУ «Чеканская средняя общеобразовательная школа»
- МДОУ «Чеканский детский сад»
- библиотека
- 2 фельдшерско-акушерских пункта
- клуб